# Coresthetopsis
Coresthetopsis is een kevergeslacht uit de familie van de boktorren (Cerambycidae). De wetenschappelijke naam van het geslacht werd voor het eerst geldig gepubliceerd in 1940 door Breuning.

## Soorten
Coresthetopsis omvat de volgende soorten:
- Coresthetopsis arachne (Fauvel, 1906)
- Coresthetopsis proxima Breuning, 1940